# 松平重矩
松平 重矩（まつだいら しげとも）は、江戸時代前期から中期にかけての旗本。

## 略歴
戸田正吉の次男として誕生。母方の叔父にあたる松平重良の養子となる。
元禄11年（1698年）8月14日、5代将軍・徳川綱吉に拝謁。翌年7月9日家督を継ぎ寄合に列する。宝永元年（1704年）6月10日大坂船手に就き、同年9月7日に布衣の着用を許される。
宝永3年（1706年）6月12日、大坂にて40歳で死去。相模国白峯寺に葬られた。小笠原常春の次男で自身の甥にあたる勘敬が家督を継いだ。

## 系譜
父母
- 戸田正吉（実父）
- 松平重次の娘（実母）
- 松平重良（養父）
- 大島義近の娘（養母）

正室
- 松平定由の娘

養子
- 松平勘敬 - 小笠原常春の次男